# Trichocoronis sessilifolia
Trichocoronis sessilifolia là một loài thực vật có hoa trong họ Cúc. Loài này được (S.Schauer) B.L.Rob. miêu tả khoa học đầu tiên năm 1906.